# 有賀裕子
有賀 裕子（ありか ゆうこ）は、日本のアイドル、女優。

## 概要
2000年、テレビ埼玉『侵略美少女ミリ』で、オーディションからヒロインに選ばれ、主人公：ミリを演じる（共演者：山口貴子、長谷川恵美、佐々木剛など）。
監督曰く、ヒロインに抜擢された理由は「天然なほんわか感、侵略者とはとても思えない清純さ」だったとのこと。

## 出演作品
- テレビドラマ『侵略美少女ミリ』（2000年、テレビ埼玉） - 主演：ミリ 役

## 主題歌
『侵略美少女ミリ』より
- 「ザ・セカンドテーマ レオパルドンfeatringミリ」 - 歌：有賀祐子 / 叫び：今川杉作
- 「Why?」 - 歌：有賀祐子
- 「しょせん銀河は流星雨」 - 歌：五代健十・有賀祐子

## 発売作品
- DVD『侵略美少女ミリ』（2009年6月）